# 筑肥線
筑肥線（日语：／ Chikuhi sen */?）是連接福岡縣福岡市西區的姪濱車站與佐賀縣唐津市的唐津車站及佐賀縣唐津市的山本車站與佐賀縣伊萬里市的伊萬里車站的鐵道路線（幹線），由九州旅客鐵道營運。其中由姪濱至筑前前原一段因與福岡市地鐵機場線的列車共用，因此成為了九州旅客鐵道中唯一一條使用直流電的鐵路路線。
由於現時筑肥線被唐津線的唐津～山本一段分開，因此亦有將姪濱～唐津之間稱呼為「筑肥東線」，山本－伊萬里間的西段則稱為「筑肥西線」之說，但在JR九州及福岡市地下鐵的各種車站看板和廣播中，均只使用「筑肥線」作為正式稱呼。

## 路線資料
- 管轄（事業類別）：九州旅客鐵道（第一種鐵道事業者）
- 路線距離（營業距離）
  - 姪濱－唐津間 42.6公里
  - 山本－伊萬里間 25.7公里
- 軌距：1067毫米
- 站數：31個（包括各路段的起終點站）
  - 若只限屬於筑肥線的車站，排除唐津站與山本站（都屬於唐津線[1]）則為28個。另外，伊萬里站曾經屬於松浦線[1]，但伴隨該線轉換至松浦鐵道，改為屬於筑肥線。
- 複線路段：姪濱－筑前前原間
- 電氣化路段：姪濱－唐津間（直流1,500V）
- 最高速度：85公里/小時
- 保安裝置（日语：自動列車保安装置）：ATS-SK（ATS-DK設置對象外）
- 閉塞方式
  - 姪濱－筑前前原間：複線自動閉塞式
  - 筑前前原－唐津間：單線自動閉塞式
  - 山本－伊萬里間：特殊自動閉塞式（軌道回路檢知式）

全線由本社鐵道事業本部直轄。但是姪濱站構內置於福岡市交通局的管理下。

## 運行形態

### 姪濱 - 唐津
此區間與福岡市交通局（福岡市地下鐵）機場線進行互相直通的運行，全部採用6輛編成列車。其中JR的車輛可行駛於自福岡機場（福岡空港）至西唐津（自唐津至西唐津為唐津線）之間的區間，但是福岡市地下鐵的車輛僅能駛到筑前前原車站。快速列車在週一到週五每天往返4.5趟（上行4班、下行5班），當中筑前前原～西唐津間為快速區間；星期六、日及假期則每天往返5趟，快速區間亦延長至由姪濱開始。除清晨及深夜外，大部份時間都能維持每15至20分鐘就有一班車。
至於筑前前原～唐津（西唐津）間，JR九州亦設定了區間車，以103系3輛編成列車行走，並在時間表編排上可以與往來福岡市區的列車作無縫轉乘，此舉可以令這區間在日常時段能維持每20至30分鐘開出一班車。

### 山本 - 伊萬里
西唐津、唐津 - 伊萬里間的現時每天對開9班，皆為各站停車的普通列車班次,相距1-2小時開出一班，其中早上繁忙時間後兩邊均要等3小時後、至午後才有下一班。
全路段採用一人控制模式運作，採用JR九州Kiha125形氣動車行走，繁忙時間會串連為2輛編成；其餘時間只為1輛編成。由於本段只有唐津、西唐津屬有人站，這兩站的車費結算均可以在驗票口處理，其餘車站均採用車內取整理卷、下車時付款的方法處理車費。
過往這一段曾出現過快速班次，1994年的時間表中表列了快速列車停靠唐津、山本、大川野、桃川及伊萬里。2002年1月改為毎日行駛的「臨時列車」，同時加停靠了佐里。

## 車輛

### JR九州車輛

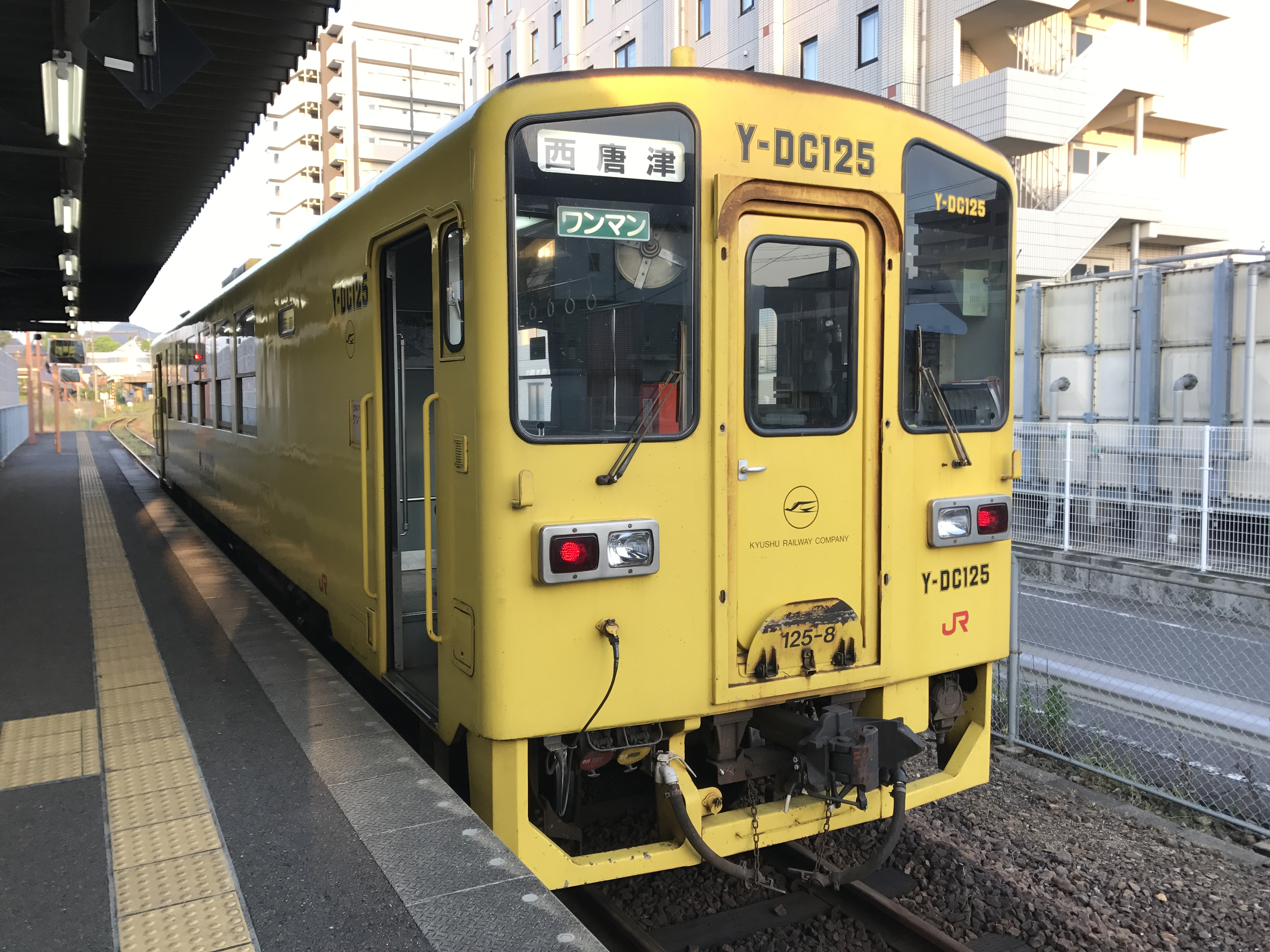
125形柴聯車

姪浜 - 唐津
- 103系1500番台（3節車廂） - 1983年3月22日投入使用。目前只運行於筑前前原站 - 西唐津站之間。
- 303系（日语：JR九州303系電車）（6節車廂） - 2000年1月22日投入使用[4]。共有3編成18輛。
- 305系（6節車廂） - 2015年2月5日投入使用[5][6]。共有6編成36輛。

303系和305系可直通福岡市地下鐵。

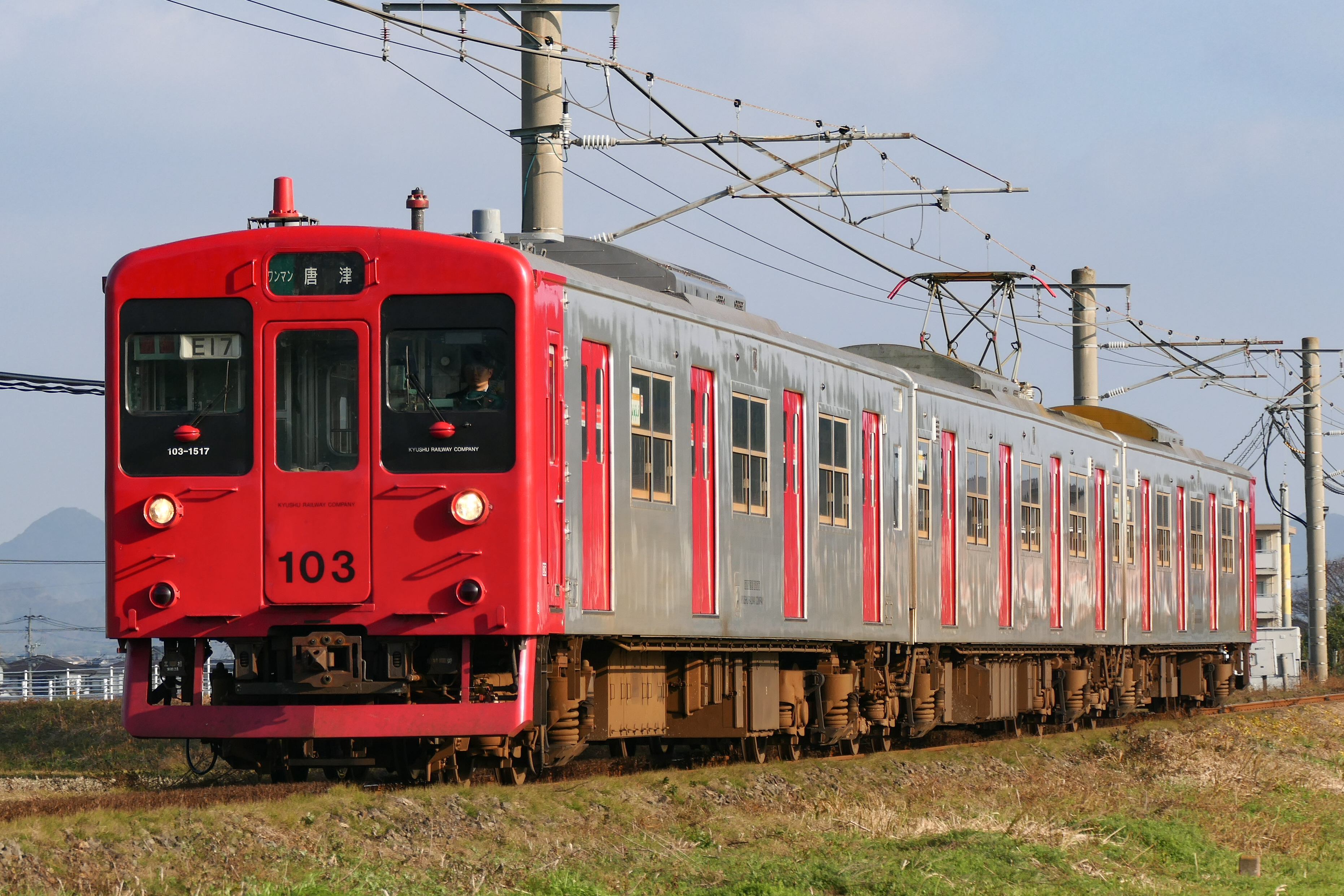
103系1500番台
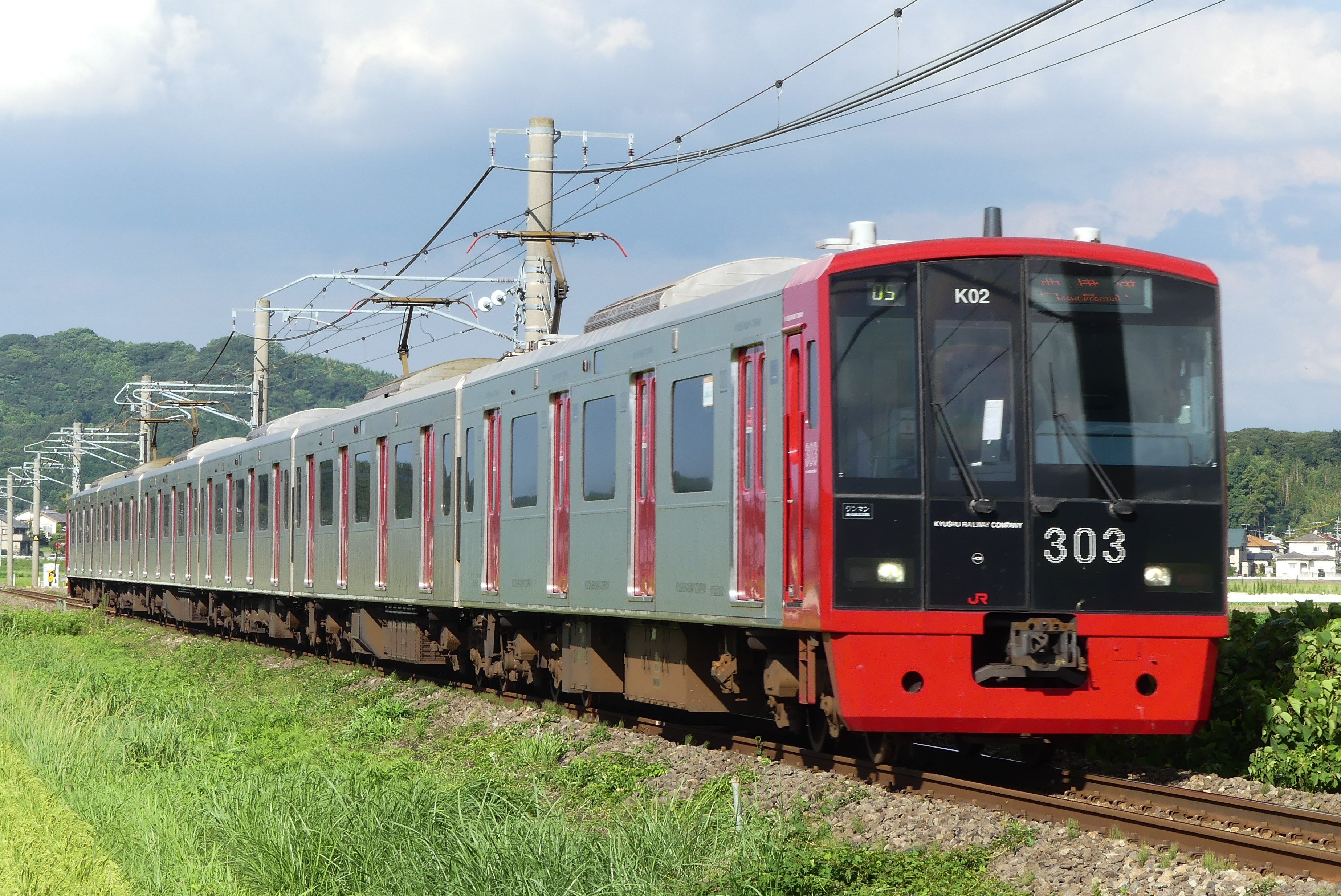
303系
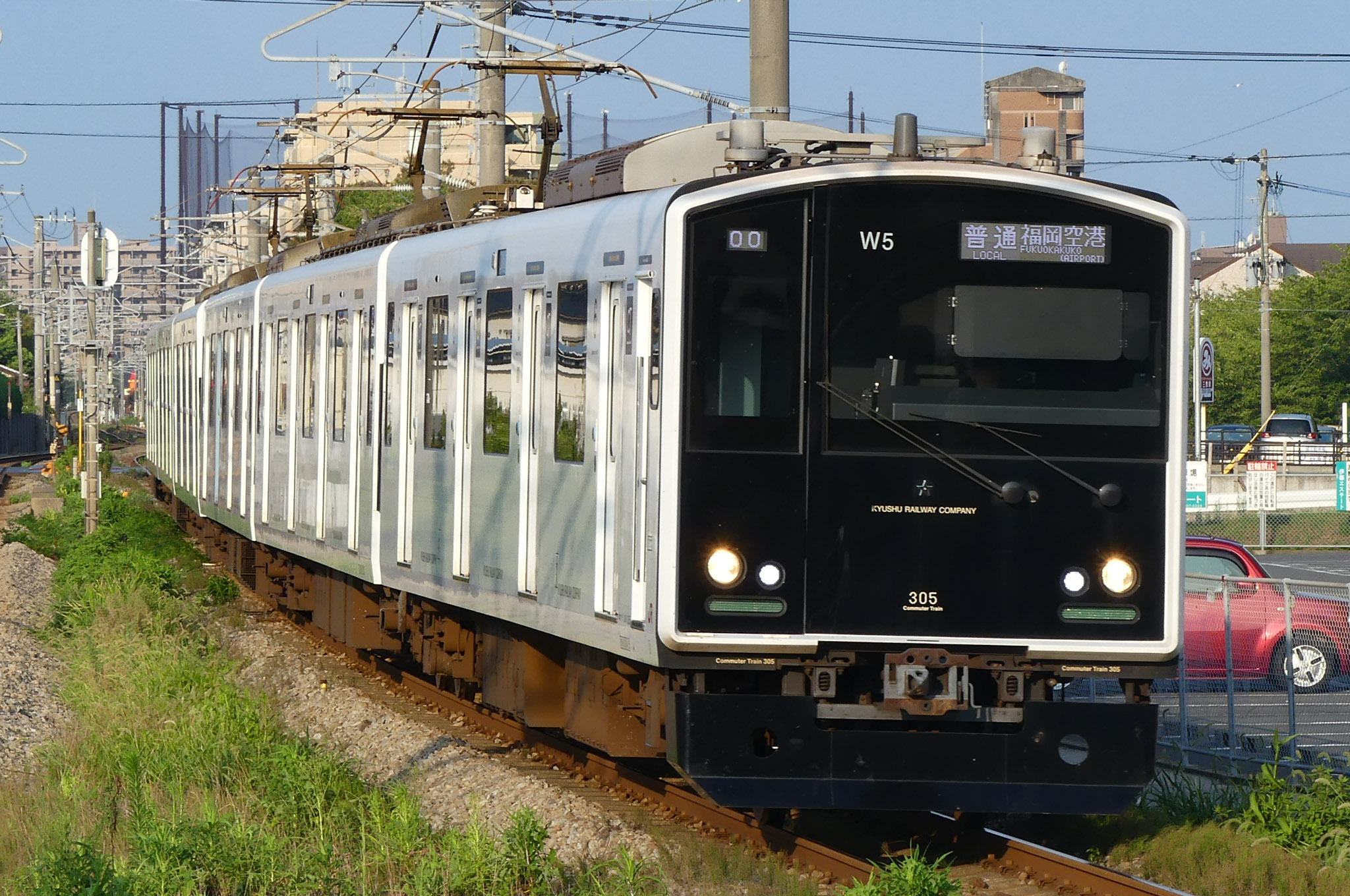
305系

山本 - 伊万里
- 125形柴聯車（日语：JR九州キハ125形気動車）

- 125形柴聯車

### 直通車輛
- 福岡市交通局
  - 1000N系（日语：福岡市交通局1000系電車）
  - 2000N系（日语：福岡市交通局1000系電車）
  - 4000系（日语：福岡市交通局4000系電車） - 2024年11月29日投入使用，用以替代老化的1000N系[7][8]。

只運行於姪浜 - 筑前前原之間。福岡市地下鐵姪浜車輛基地位於本線路下山門站旁邊。

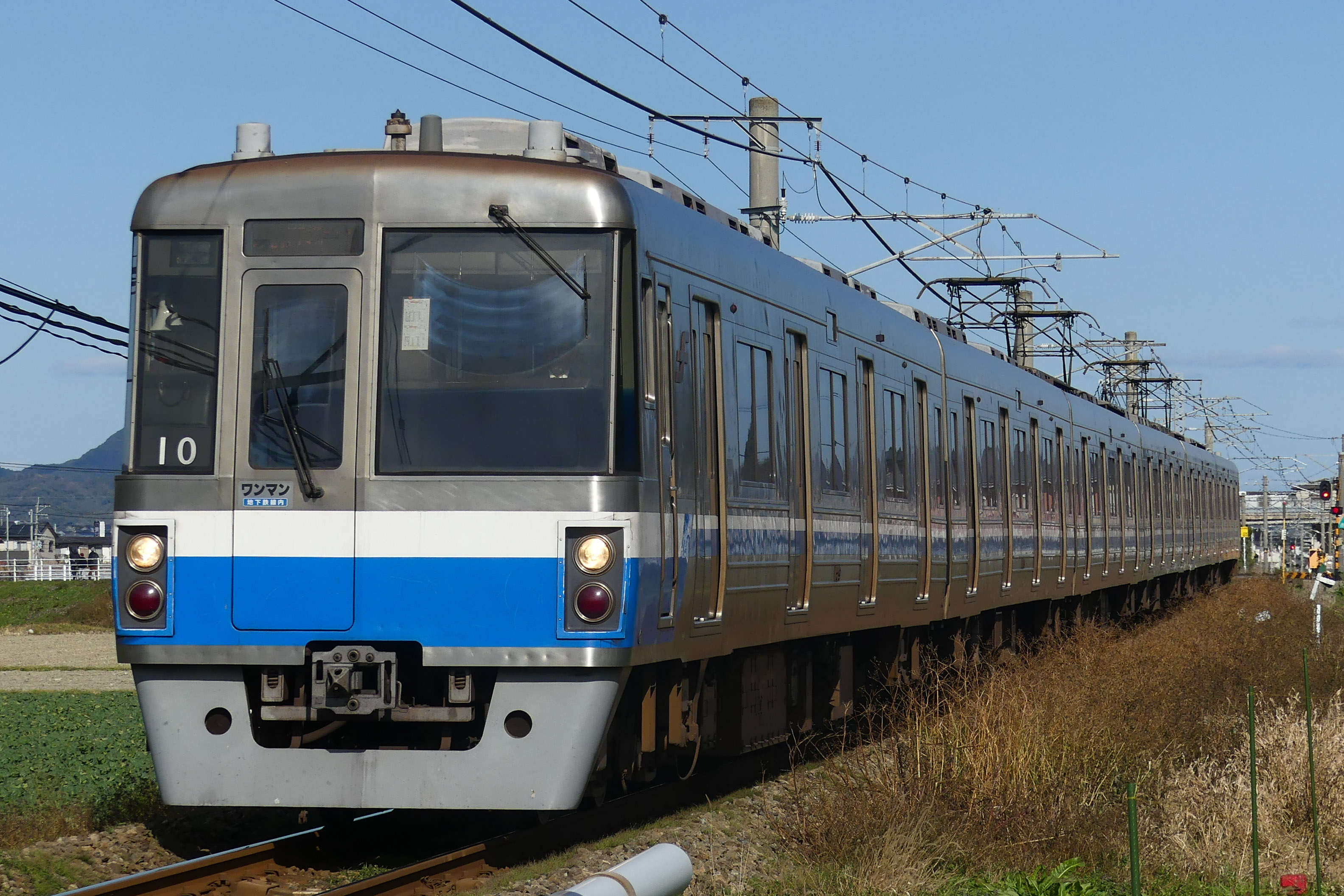
1000N系
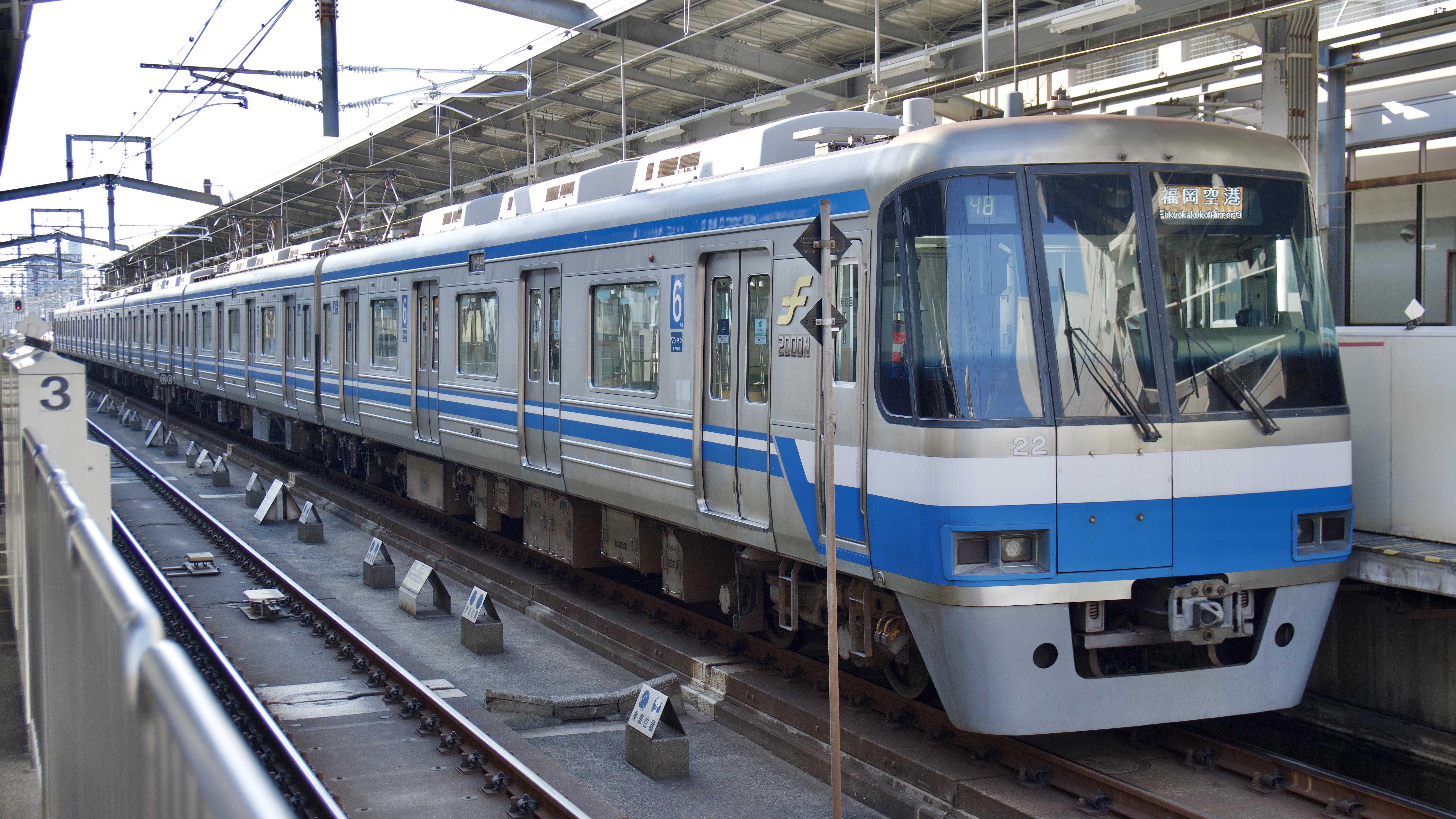
2000N系
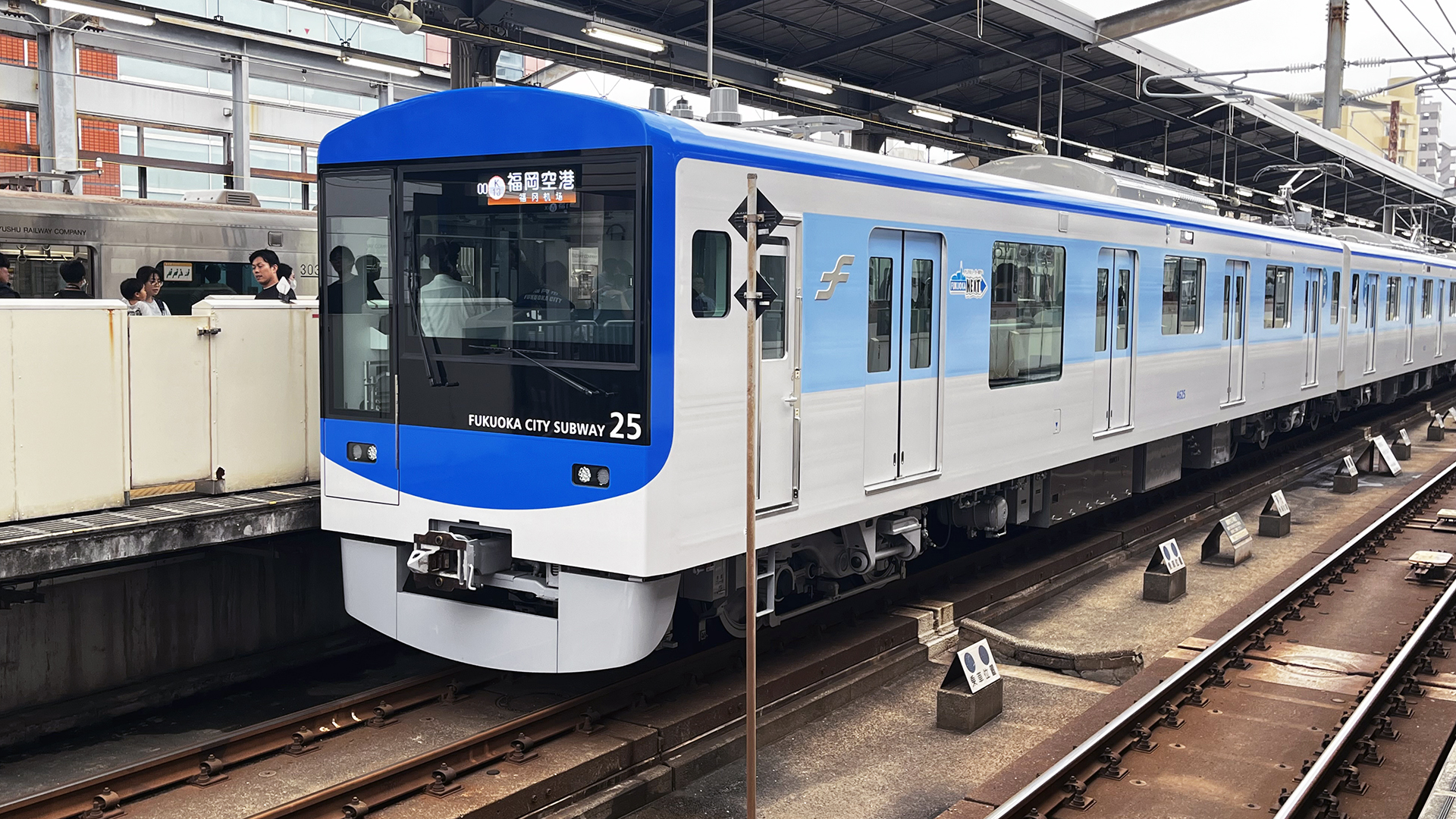
4000系

### 未來引入的車輛
- 原東京臨海高速鐵道70-000型（引入後的名稱未定） - 用以替代老化的103系1500番台。預計只運行於筑前前原 - 西唐津之間[9]。

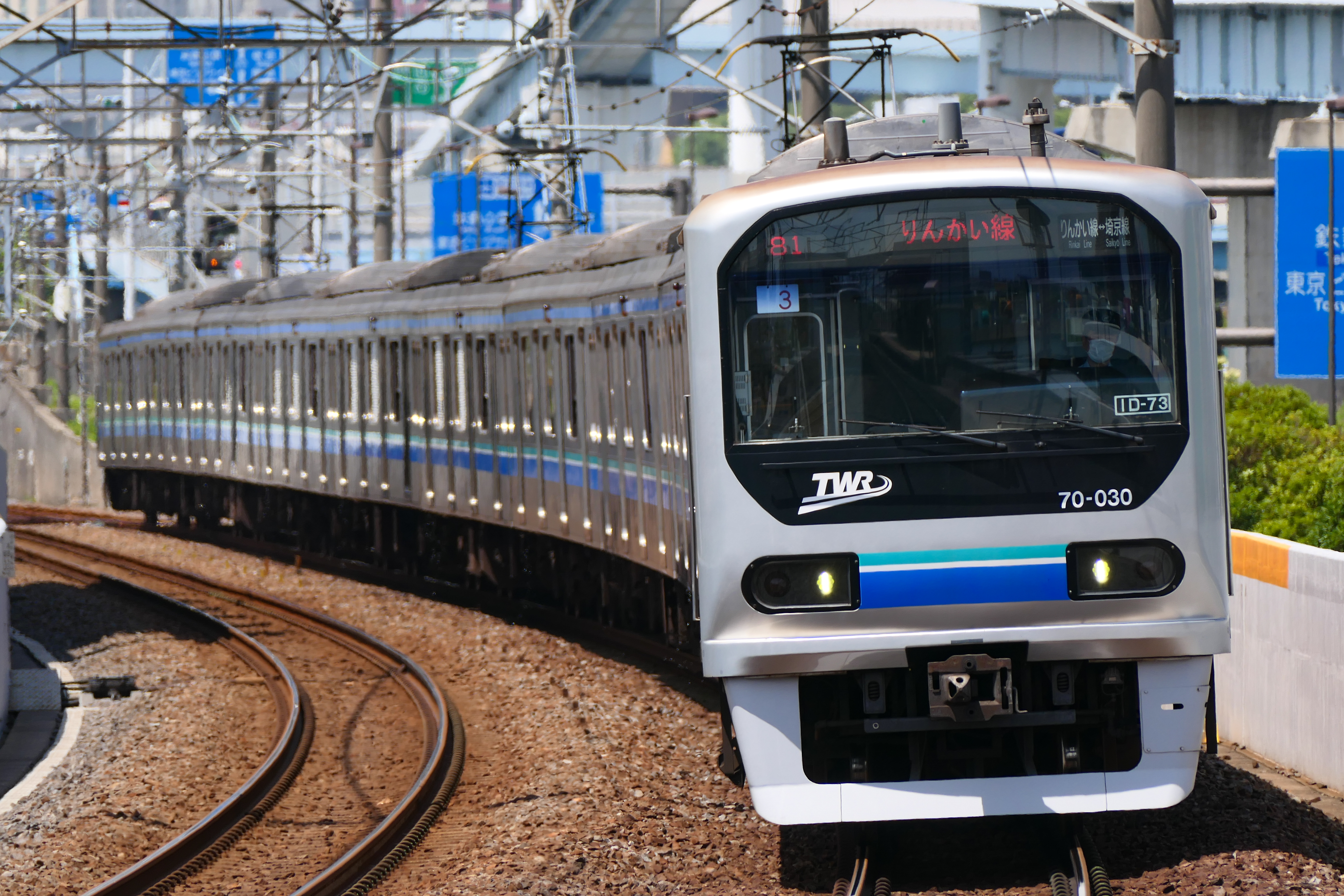
70-000型（東京臨海高速鐵道時期）

## 歷史
筑肥線最初是私有鐵道北九州鐵道在博多 - 伊萬里間敷設的路線。
- 1923年12月5日：北九州鐵道 福吉 - 濱崎間開業
- 1924年：

- 4月1日：前原（現筑前前原） - 福吉間延伸開業
- 7月7日：濱崎 - 虹之松原間延伸開業

- 1925年：

- 4月15日：姪之濱（現姪濱） - 前原間延伸開業
- 6月15日：新柳町（後來的筑前高宮站，1983年3月22日廢止） - 姪濱間、虹之松原 - 東唐津（當時的東唐津車站位置是在松浦橋附近）間延伸開業
- 11月20日：南博多（於鐵道國有化時廢止） - 新柳町間延伸開業

- 1926年10月15日：南博多分岐點 - 博多間延伸開業，南博多 - 南博多分岐點間客運業務廢止
- 1928年9月11日：北九州鐵道批准併用內燃動力方式。
- 1929年4月1日：東唐津 - 山本間延伸開業。
- 1933年6月19日：併用重油動力方式獲得認可。
- 1935年3月1日：山本 - 伊萬里間延伸開業。
- 1937年10月1日：筑肥線(86.1 km) 鐵道被日本政府國有化，同時南博多 - 住吉信號所間的路線廢止
- 1983年3月22日：唐津 - 姪濱（直流1500V）間電氣化，並開始與福岡市地下鐵機場線直通運行，與其重疊之地面區間博多 - 姪濱間(11.7 km)則廢止，因此本線亦不再適用「福岡市內」車費計算特例。另外，虹之松原 - 山本(10.4 km)間路線廢止，姪濱 - 濱崎間廢止貨運業務，唐津 - 虹之松原(5.1 km)間開業。筑肥線的起點車站變更為伊萬里，伊萬里 - 山本 - 唐津 - 姪濱間（75.7 km。山本 - 唐津間(7.4 km)是和唐津線的共線區間）。
- 1984年2月1日：唐津 - 濱崎間廢止貨運業務。
- 1986年：

- 7月20日 姪浜 - 下山門間複線化，同日下山門車站啟用。
- 11月1日：伊萬里 - 山本 - 唐津間廢止貨運業務。

- 1987年4月1日：日本國鐵民營化，由九州旅客鐵道繼承其營運業務，營業區間表示變更為姪濱 - 唐津間(42.6 km)及山本 - 伊萬里間(25.7 km)，共線路籍區間被解除。
- 1999年12月11日：今宿 - 周船寺間複線化。
- 2000年1月22日：下山門 - 今宿間、周船寺 - 筑前前原間複線化。
- 2003年3月15日：福岡空港站 - 唐津站、西唐津站間於周末及假日增設快速列車「唐津 liner」（からつライナー）及「福岡 liner」（ふくおかライナー）[10]，其中快速區間為姪濱～唐津間。
- 2005年9月23日：九大學研都市站開業。
- 2007年3月18日：快速列車增設平日時段，但快速區間則設定為筑前前原～唐津；蛭濱～筑前前原則仍為各站停車。而週末休日的快速列車名稱則被取消。
- 2010年3月13日：姪濱～唐津間及康津線的西唐津站開始引入SUGOCA及另外3種全國互通IC卡。
- 2013年3月23日：其他全國互通IC卡均可使用。
- 2014年3月15日：周末及休日的快速列車加停九大學研都市站[11]。
- 2015年2月5日：305系電車開始在姪濱～唐津間運行[5]。
- 2016年12月22日: 本線可過流動應用程式「JR九州Apps」（JR九州アプリ）顯示列車位置。[12]。
- 2017年11月21日：於九大學研都市站２號月台試驗採用輕量型月台幕門[13]。
- 2018年：

- 7月6日：受2018年7月西日本豪雨影響，一列6輛編成、由西唐津開往福岡機場的列車在鹿家～濱崎之間被泥石流導致脫軌。筑前前原～唐津及山本～伊萬里間暫停運行。
- 7月9日：筑前前原～唐津間臨時採用代行巴士行走。
- 7月11日：筑前前原～唐津路段重開。山本～伊萬里間代行巴士開始運作。
- 7月12日：山本～伊萬里間路段重開。
- 9月28日：姪濱～西唐津設定了車站編號、路線顏色及路線代碼。

- 2019年：

- 2月1日：九大學研都市站２號月台的輕量型月台閘門試驗期完結，並轉為常設化。同時，所有會停靠福岡市交通局列車的車站月台亦會安裝這種閘門。
- 3月16日：糸島高校前站開站。停靠普通列車及平日快速列車，周末及假日時的快速列車為通過。

- 2021年3月13日：下山門～筑前前原駅間各站的月台幕門正式投入運作[24]。姪濱～筑前前原實施一人控制[25]。
- 2024年11月29日：福岡市交通局4000系電車開始在姪濱～筑前前原路段運行[7]。

## 車站一覽
為方便起見，一併記載本路線列車直通的唐津線路段。

### 姪濱站－唐津站、西唐津站間
- 該路線的各站不屬於特定都區市內制度的「福岡市內」地域[26]。
- 全線直流電氣化。
- 停靠站
  - 普通…停靠所有車站
  - 快速…●的車站停靠，｜的車站通過
    - 地下鐵機場線內所有列車各站停車
- 軌道 … ∥：複線路段，◇、｜：單線路段（◇可進行列車交會），∨：此起往下是單線

| 路線名稱 | 車站編號 | 中文站名     | 日文站名 | 英文站名 | 站間營業距離 | 累計營業距離 | 快速 | 快速       | 接續路線、備註                                            | 軌道 | 所在地        | 所在地        |
| 路線名稱 | 車站編號 | 中文站名     | 日文站名 | 英文站名 | 站間營業距離 | 累計營業距離 | 平日 | 週末、假日 | 接續路線、備註                                            | 軌道 | 所在地        | 所在地        |
| -------- | -------- | ------------ | -------- | -------- | ------------ | ------------ | ---- | ---------- | --------------------------------------------------------- | ---- | ------------- | ------------- |
| 筑肥線   | JK01     | 姪濱         |          |          | -            | 0.0          | ●    | ●          | 福岡市地下鐵： 機場線（K01）（直通運行至福岡機場站）      | ∥    | 福岡縣        | 福岡市 西區   |
| 筑肥線   | JK02     | 下山門       |          |          | 1.6          | 1.6          | ●    | ｜         |                                                           | ∥    | 福岡縣        | 福岡市 西區   |
| 筑肥線   | JK03     | 今宿         |          |          | 3.6          | 5.2          | ●    | ｜         |                                                           | ∥    | 福岡縣        | 福岡市 西區   |
| 筑肥線   | JK04     | 九大學研都市 |          |          | 1.3          | 6.5          | ●    | ●          |                                                           | ∥    | 福岡縣        | 福岡市 西區   |
| 筑肥線   | JK05     | 周船寺       |          |          | 1.6          | 8.1          | ●    | ｜         |                                                           | ∥    | 福岡縣        | 福岡市 西區   |
| 筑肥線   | JK06     | 波多江       |          |          | 2.0          | 10.1         | ●    | ｜         |                                                           | ∥    | 福岡縣        | 絲島市        |
| 筑肥線   | JK07     | 糸島高校前   |          |          | 1.3          | 11.4         | ●    | ｜         |                                                           | ∥    | 福岡縣        | 絲島市        |
| 筑肥線   | JK08     | 前前原       |          |          | 1.3          | 12.7         | ●    | ●          |                                                           | ∨    | 福岡縣        | 絲島市        |
| 筑肥線   | JK09     | 美咲丘       |          |          | 1.6          | 14.3         | ｜   | ｜         |                                                           | ｜   | 福岡縣        | 絲島市        |
| 筑肥線   | JK10     | 加布里       |          |          | 1.1          | 15.4         | ｜   | ｜         |                                                           | ◇    | 福岡縣        | 絲島市        |
| 筑肥線   | JK11     | 一貴山       |          |          | 1.3          | 16.7         | ｜   | ｜         |                                                           | ｜   | 福岡縣        | 絲島市        |
| 筑肥線   | JK12     | 前深江       |          |          | 3.4          | 20.1         | ●    | ●          |                                                           | ◇    | 福岡縣        | 絲島市        |
| 筑肥線   | JK13     | 大入         |          |          | 3.2          | 23.3         | ｜   | ｜         |                                                           | ◇    | 福岡縣        | 絲島市        |
| 筑肥線   | JK14     | 福吉         |          |          | 2.8          | 26.1         | ｜   | ｜         |                                                           | ◇    | 福岡縣        | 絲島市        |
| 筑肥線   | JK15     | 鹿家         |          |          | 4.1          | 30.2         | ｜   | ｜         |                                                           | ◇    | 福岡縣        | 絲島市        |
| 筑肥線   | JK16     | 濱崎         |          |          | 5.2          | 35.4         | ●    | ●          |                                                           | ◇    | 佐賀縣 唐津市 | 佐賀縣 唐津市 |
| 筑肥線   | JK17     | 虹之松原     |          |          | 2.1          | 37.5         | ｜   | ｜         |                                                           | ｜   | 佐賀縣 唐津市 | 佐賀縣 唐津市 |
| 筑肥線   | JK18     | 東唐津       |          |          | 1.8          | 39.3         | ●    | ●          |                                                           | ◇    | 佐賀縣 唐津市 | 佐賀縣 唐津市 |
| 筑肥線   | JK19     | 和多田       |          |          | 1.6          | 40.9         | ●    | ●          |                                                           | ｜   | 佐賀縣 唐津市 | 佐賀縣 唐津市 |
| 筑肥線   | JK20     | 唐津         |          |          | 1.7          | 42.6         | ●    | ●          | 九州旅客鐵道：唐津線（久保田方向）、筑肥線（伊萬里方向）※ | ◇    | 佐賀縣 唐津市 | 佐賀縣 唐津市 |
| ※        | JK20     | 唐津         |          |          | 1.7          | 42.6         | ●    | ●          | 九州旅客鐵道：唐津線（久保田方向）、筑肥線（伊萬里方向）※ | ◇    | 佐賀縣 唐津市 | 佐賀縣 唐津市 |
| JK21     | 西唐津   |              |          | 2.2      | 44.8         | ●            | ●    |            | ｜                                                        |      | 佐賀縣 唐津市 | 佐賀縣 唐津市 |

- ※：唐津站 - 西唐津站間是唐津線。
- *：唐津 - 山本間是唐津線，但筑肥線伊萬里方面的全部列車可直通至唐津車站。

### 西唐津站－山本站－伊萬里站間
- 所有列車都是普通列車（停靠所有車站）
- 所有車站都位於佐賀縣內
- 軌道（全線單線） … ◇：可進行列車交會，｜：不可列車交會

| 路線名稱 | 電氣化狀況 | 中文站名 | 日文站名 | 英文站名 | 站間營業距離 | 山本起計 營業距離  | 接續路線                           | 軌道     | 所在地 |
| -------- | ---------- | -------- | -------- | -------- | ------------ | ------------------ | ---------------------------------- | -------- | ------ |
| 唐津線   | 直流電氣化 | 西唐津   |          |          | -            | 9.6                |                                    | ｜       | 唐津市 |
| 唐津線   | 直流電氣化 | 唐津     |          |          | 2.2          | 7.4                | 九州旅客鐵道：筑肥線（姪濱方向）   | ◇        | 唐津市 |
| 唐津線   | 非電氣化   | 鬼塚     |          |          | 3.7          | 3.7                |                                    | ◇        | 唐津市 |
| 唐津線   | 非電氣化   | 山本     |          |          | 3.7          | 0.0                | 九州旅客鐵道：唐津線（久保田方向） | ◇        | 唐津市 |
| 筑肥線   | 非電氣化   | 山本     |          |          | 3.7          | 0.0                | 九州旅客鐵道：唐津線（久保田方向） | ◇        | 唐津市 |
| 肥前久保 | 非電氣化   |          |          | 5.1      | 5.1          |                    | ｜                                 |          | 唐津市 |
| 西相知   | 非電氣化   |          |          | 1.5      | 6.6          |                    | ｜                                 |          | 唐津市 |
| 佐里     | 非電氣化   |          |          | 1.6      | 8.2          |                    | ｜                                 |          | 唐津市 |
| 駒鳴     | 非電氣化   |          |          | 2.8      | 11.0         |                    | ｜                                 | 伊萬里市 |        |
| 大川野   | 非電氣化   |          |          | 1.9      | 12.9         |                    | ◇                                  | 伊萬里市 |        |
| 肥前長野 | 非電氣化   |          |          | 1.4      | 14.3         |                    | ｜                                 | 伊萬里市 |        |
| 桃川     | 非電氣化   |          |          | 3.1      | 17.4         |                    | ｜                                 | 伊萬里市 |        |
| 金石原   | 非電氣化   |          |          | 2.3      | 19.7         |                    | ｜                                 | 伊萬里市 |        |
| 上伊萬里 | 非電氣化   |          |          | 4.4      | 24.1         |                    | ｜                                 | 伊萬里市 |        |
| 伊萬里   | 非電氣化   |          |          | 1.6      | 25.7         | 松浦鐵道：西九州線 | ｜                                 | 伊萬里市 |        |

### 廢除路段

#### 博多－姪濱間
站名以廢除時為準。西新站與福岡市地下鐵機場線的西新站不同。平尾站、筑前庄站在1941年廢除。
博多－前簑島－前高宮－（平尾）－小笹－鳥飼－西新－（筑前庄）－姪濱
此路段在機場線取代後廢除。然而，廢除路段以及姪濱、今宿、周船寺等各站也因此而剔出特定都區市內制度下「福岡市內」地域車站外，併入地下鐵等的代替交通機關而增加了車費的負擔。

#### 虹之松原－山本間
站名以廢除時為準。東唐津站與現在的車站不同，位於松浦川河口附近，是折返式車站。
虹之松原－東唐津－鏡－久里－山本

#### 廢除路段的接續路線
沒有特別記載則是1983年廢除前為準
- 博多站（地下鐵未開業）
  - 山陽新幹線、鹿兒島本線
  - 西日本鐵道：福岡市內線（1979年2月11日廢除）
- 前高宮站：西日本鐵道：大牟田線（西鐵平尾）